# بونتياك (إلينوي)
بونتياك (بالإنجليزية: Pontiac, Illinois)‏ هي مدينة تقع في الولايات المتحدة في إلينوي. يقدر عدد سكانها بـ 11,931 نسمة .

## التركيبة السكانية
حدّد مكتب تعداد الولايات المتحدة بيانات التركيبة السكانية لبونتياك في تعداد الولايات المتحدة. في ما يلي، التركيبة السكانية حسب تعدادي 2000 و2010.

### تعداد عام 2000
بلغ عدد سكان بونتياك 11,864 نسمة بحسب تعداد عام 2000، وبلغ عدد الأسر 4,139 أسرة وعدد العائلات 2,621 عائلة مقيمة في المدينة. في حين سجلت الكثافة السكانية 532.3 نسمة لكل كيلومتر مربع (1,378.7/ميل2). وبلغ عدد الوحدات السكنية 4,379 وحدة بمتوسط كثافة قدره 196.5 لكل كيلومتر مربع (508.9/ميل2).
وتوزع التركيب العرقي للمدينة بنسبة 85.39% من البيض و10.90% من الأمريكيين الأفارقة و0.19% من الأمريكيين الأصليين و0.43% من الأمريكيين ذوي الأصول الآسيوية و2.06% من الأعراق الأخرى و1.04% من عرقين مختلطين أو أكثر و4.37% من الهسبانيون أو اللاتينيون من أي عرق.
بلغ عدد الأسر 4,139 أسرة كانت نسبة 34.7% منها لديها أطفال تحت سن الثامنة عشر تعيش معهم، وبلغت نسبة الأزواج القاطنين مع بعضهم البعض 47.6% من أصل المجموع الكلي للأسر، ونسبة 11.9% من الأسر كان لديها معيلات من الإناث دون وجود شريك،  بينما كانت نسبة 3.8% من الأسر لديها معيلون من الذكور دون وجود شريكة وكانت نسبة 36.7% من غير العائلات. تألفت نسبة 31.6% من أصل جميع الأسر من عدة أفراد يعيشون في نفس المنزل ونسبة 13.2% كانت تتألف من شخص يعيش بمفرده يبلغ من العمر 65 عاماً أو أكثر. وبلغ متوسط حجم الأسرة المعيشية 2.39، أما متوسط حجم العائلات فبلغ 3.00.
بلغ العمر الوسطي للسكان 35.1 عاماً. وكانت نسبة 22.9% من القاطنين تحت سن الثامنة عشر، وكانت نسبة 6.8% بين الثامنة عشر والرابعة والعشرين عاماً، ونسبة 23.5% كانت واقعةً في الفئة العمرية ما بين الخامسة والعشرين والرابعة والأربعين عاماً، ونسبة 18.7% كانت ما بين الخامسة والأربعين والرابعة والستين، ونسبة 11.5% كانت ضمن فئة الخامسة والستين عاماً فما فوق. يوجد لكل 100 أنثى 91.9 ذكر، ويوجد لكل 100 أنثى في الثامنة عشر من عمرها فما فوق 87.4 ذكر.
بلغ متوسط دخل الأسرة في المدينة 37,593 دولارًا، أما متوسط دخل العائلة فبلغ 43,231 دولارًا. وكان متوسط دخل الذكور 35,709 دولارًا مقابل 22,302 دولارًا للإناث. وسجل دخل الفرد الخاص بالمدينة 16,863 دولارًا. وكانت نسبة 8.1% من العائلات ونسبة 11.7% من السكان تحت خط الفقر، وكان من هؤلاء نسبة 14% تحت سن الثامنة عشر ونسبة 8.9% في الخامسة والستين من العمر وما فوق.

### تعداد عام 2010
بلغ عدد سكان بونتياك 11,931 نسمة بحسب تعداد عام 2010، وبلغ عدد الأسر 4,338 أسرة وعدد العائلات 2,607 عائلة مقيمة في المدينة. في حين سجلت الكثافة السكانية 535.3 نسمة لكل كيلومتر مربع (1,386.4/ميل2). وبلغ عدد الوحدات السكنية 4,686 وحدة بمتوسط كثافة قدره 210.2 لكل كيلومتر مربع (544.4/ميل2).
وتوزع التركيب العرقي للمدينة بنسبة 85.47% من البيض و9.98% من الأمريكيين الأفارقة و0.29% من الأمريكيين الأصليين و0.65% من الأمريكيين ذوي الأصول الآسيوية و1.84% من الأعراق الأخرى و1.76% من عرقين مختلطين أو أكثر و6.28% من الهسبانيون أو اللاتينيون من أي عرق.
بلغ عدد الأسر 4,338 أسرة كانت نسبة 30.5% منها لديها أطفال تحت سن الثامنة عشر تعيش معهم، وبلغت نسبة الأزواج القاطنين مع بعضهم البعض 41.8% من أصل المجموع الكلي للأسر، ونسبة 13.4% من الأسر كان لديها معيلات من الإناث دون وجود شريك،  بينما كانت نسبة 4.9% من الأسر لديها معيلون من الذكور دون وجود شريكة وكانت نسبة 39.9% من غير العائلات. تألفت نسبة 34.3% من أصل جميع الأسر من عدة أفراد يعيشون في نفس المنزل ونسبة 14% كانت تتألف من شخص يعيش بمفرده يبلغ من العمر 65 عاماً أو أكثر. وبلغ متوسط حجم الأسرة المعيشية 2.33، أما متوسط حجم العائلات فبلغ 2.98.
بلغ العمر الوسطي للسكان 38.7 عاماً. وكانت نسبة 21% من القاطنين تحت سن الثامنة عشر، وكانت نسبة 9.6% بين الثامنة عشر والرابعة والعشرين عاماً، ونسبة 28.3% كانت واقعةً في الفئة العمرية ما بين الخامسة والعشرين والرابعة والأربعين عاماً، ونسبة 27.1% كانت ما بين الخامسة والأربعين والرابعة والستين، ونسبة 14% كانت ضمن فئة الخامسة والستين عاماً فما فوق. وتوزع التركيب الجنسي للسكان بنسبة 55.3% ذكور و44.7% إناث.

## أعلام
- فرانك إل. بينكني
- هاري باي
- إميلي غروف
- باتريشيا تالمان
- دان روذرفورد